# Lollapalooza

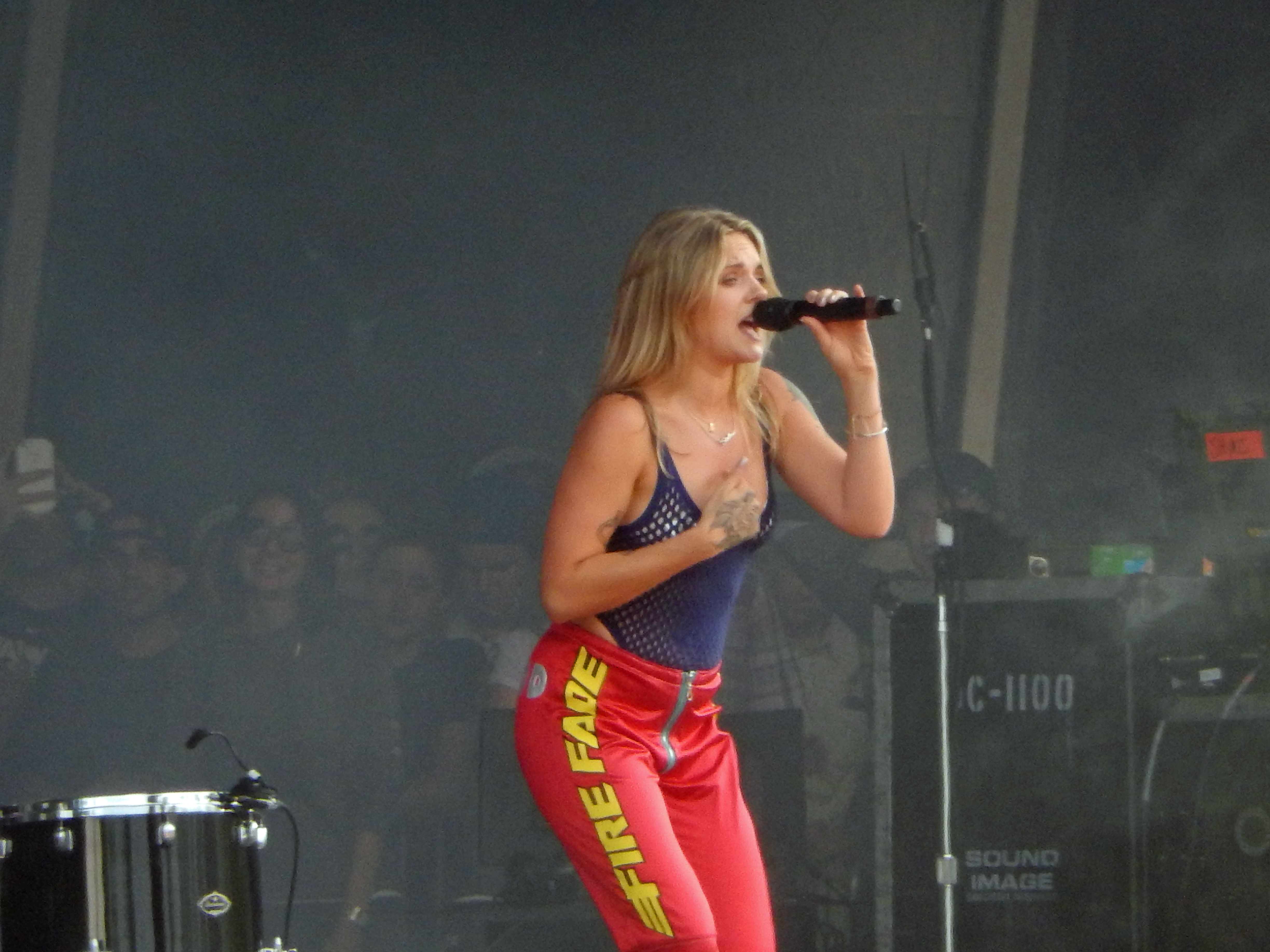
Tove Lo på Lollapalooza i Chicago 2017.

Lollapalooza är en amerikansk musikfestival-franchise som grundades 1991 av Jane's Addictions frontfigur Perry Farrell.
Festivalen turnerande de första åren men har sedan 2005 haft Chicago som bas. En första utländsk festival hölls 2011 i Santiago, Chile och samma år meddelade arrangörerna att Lollapalooza Brasilien skulle hållas i São Paulos Jockey Club den 7-8 april 2012, något som har gjorts årligen sedan dess. 2014 hölls Argentinas första Lollapalooza-upplaga och 2015 arrangerades Europas fôrsta Lollapaloozafestival i Berlin. 
2019 kom festivalen för första gången till Sverige och ägde rum på Gärdet i Stockholm 28-29 juni. Den hade då sammanlagt 56 000 besökare. En biljett för samtliga tre dagar kostade 2 895 kronor.
Stockholm var återigen värd för festivalen 29 juni–1 juli 2023. 